# Le Freak
Singles de Chic
Everybody Dance
(1978) I Want Your Love
(1978)
Le Freak est une chanson enregistrée en 1978 par le groupe disco/funk Chic.
Ce morceau, l'un des plus connus du groupe avec le suivant, Good Times, est considéré comme le single le plus vendu du label Atlantic avec plus de sept millions d’exemplaires, dont 500 000 certifiés en France. Le single est no 1 du Billboard Hot 100 à trois reprises entre décembre 1978 et février 1979,.

## Historique
Nile Rodgers et Bernard Edwards, guitariste et bassiste fondateurs de Chic, ont composé cette chanson qui s'intitulait à l'origine Fuck Off (en anglais, « Allez vous faire foutre ») après s'être fait refouler du Studio 54 le 31 décembre 1977. « Nous avions rendez-vous avec Grace Jones, mais elle n'avait pas laissé notre nom au portier, qui a refusé de nous laisser entrer » raconte le guitariste Nile Rodgers. « Nous étions tellement frustrés : c'était le Studio 54, c'était le réveillon du nouvel an, c'était Grace Jones, et nous étions là, dehors, avec les vêtements les plus chers que nous avions et des chaussures élégantes, complètement trempés dans la neige. Nous sommes rentrés chez nous furieux et avons commencé à travailler ce riff en chantant « Fuck off! », c'était une chanson de protestation. Par la suite, nous avons remplacé « Aaaaahh, fuck off! » par « Aaaaahh, freak out! ». Et voilà une leçon zen : nous n'avions pas eu ce que nous désirions ardemment sur le moment, ce qui nous a finalement permis d'obtenir plus que ce que nous n'avions jamais imaginé. ».
Le refrain « Aaaahh, fuck off! Fuck Studio 54!! » est donc remplacé par « Freak out! Le freak, c'est chic! » : dans les paroles qui ont finalement été enregistrées, adoucies pour pouvoir diffuser le titre à la radio, le Freak (« monstre » ou « maniaque » en anglais) fait référence à une nouvelle danse. L'expression freak out, elle, signifie « délirer », « se comporter de manière irrationnelle », et peut être traduite par pétage de plomb. L'idée d'avoir des paroles plus adaptées à un passage radio est soufflée par la petite amie belge de Nile Rodgers à l'époque. Dans le groupe, personne ne parlait le français.
La chanson est devenue un classique de la dance et du disco, repris de nombreuses fois.

## Reconnaissance
En 1995, Le Freak est sélectionnée par le Rock and Roll Hall of Fame, comme l'une des « 500 chansons qui ont façonné le rock 'n' roll ».
En 2015, elle reçoit le Grammy Hall of Fame Award, avant d'être inscrite, en 2017, au registre national des enregistrements (National Recording Registry) de la bibliothèque du Congrès à Washington,.

## Autres versions

### Reprises
Le Freak fait l'objet de nombreuses reprises par différents artistes. Le groupe écossais Wet Wet Wet l'intègre dans un medley avec Ain't No Stoppin' en 1994 en face B du single Love Is All Around. Le comique québécois Jean-Marc Parent et le Mercedes Band l'interprètent dans une Medley Disco sur l'album L'Heure J.M.P. Vol II en 1997. La chanteuse italienne Laura Pausini la joue en live en 2012 dans son Medley New Year's Eve, sur un sample de Spacer de Sheila, sur l'album Inedito - Special Edition.
Elle est reprise par Prince en 2010 dans sa tournée Prince 20Ten dans un mashup Sexy Dancer/Le Freak.
Elle est reprise par Les Enfoirés en 2018 au tout début du medley Le bon, la brute et les Enfoirés par MC Solaar et Jenifer sur l'album Les Enfoirés 2018 : Musique !.

### Remixes
- Jack le Freak est un remix house music par Phil Harding sorti en single en 1987, inspiré par Jack Your Body de Steve 'Silk' Hurley.
- Le Freak a été remixé par Dimitri from Paris sur son album Le Chic Remix en 2018.

### Samples
La chanson et, en particulier, son riff de guitare, sont reproduits ou échantillonnés un nombre incalculable de fois. Parmi les artistes les plus célèbres, on compte notamment :
- Art of Noise dans le morceau Backbeat, sur l'album In Visible Silence (1986) ;
- S'Express dans Minimix (1989) ;
- Kylie Minogue dans Shocked (DNA Mix) feat. Jazzi P (1990) et dans Too Much of a Good Thing de l'album Let's Get to It (1991) ;
- DJ Jazzy Jeff and The Fresh Prince dans Ring My Bell (Discotech) (1991) ;
- Deee-Lite dans Say Ahhh... de l'album Dewdrops in the Garden (1994) ;
- Les Rita Mitsouko dans Riche, en duo avec Doc Gynéco sur l'album live Acoustiques (1996) ;
- De La Soul dans U Can Do (Life) sur Art Official Intelligence: Mosaic Thump (2000) ;
- C2C dans Rocket Jugglin' et 30 Seconds Before You Die... sur l'album Flyin' Saucer (2001) ;
- Modjo dans Chillin' de l'album Modjo (2001) ;
- Svinkels dans Le Svink c'est chic de Bons pour l'asile (2003).

## Dans la culture
Sauf indication contraire, les informations mentionnées dans cette section peuvent être confirmées par la base de données cinématographiques IMDb,  présente dans la section « Liens externes ».
La chanson est présente dans divers films :
- 2000 : Les 102 Dalmatiens de Kevin Lima
- 2001 : La Vérité si je mens ! 2 de Thomas Gilou
- 2004 : Shrek 2
- 2007 : Les Randonneurs à Saint-Tropez de Philippe Harel
- 2010 : Toy Story 3
- 2011 : Super 8
- 2016 : Radin !
- 2021 : OSS 117 : Alerte rouge en Afrique noire
- 2023 : Une année difficile

## Classements et certifications
| Classement (1978–1979)                 | Meilleure position |
| -------------------------------------- | ------------------ |
| Afrique du Sud (Springbok Radio)       | 1                  |
| Allemagne (Media Control AG)           | 5                  |
| Australie (Kent Music Report)          | 1                  |
| Autriche (Ö3 Austria Top 40)           | 6                  |
| Belgique (Flandre Ultratop 50 Singles) | 2                  |
| Belgique (Flandre VRT Top 30)          | 2                  |
| Canada (100 Singles)                   | 1                  |
| Canada (Adult Oriented Playlist)       | 1                  |
| Canada (CHUM)                          | 3                  |
| Canada (Disco Singles)                 | 1                  |
| Canada (Top 15 12inch)                 | 1                  |
| États-Unis (Billboard Hot 100)         | 1                  |
| États-Unis (Cash Box)                  | 1                  |
| États-Unis (Hot Dance Club Play)       | 1                  |
| États-Unis (Hot Soul Singles)          | 1                  |
| États-Unis (Record World)              | 1                  |
| France (SNEP)                          | 2                  |
| Irlande (IRMA)                         | 20                 |
| Italie (FIMI)                          | 2                  |
| Norvège (VG-lista)                     | 9                  |
| Nouvelle-Zélande (RMNZ)                | 1                  |
| Pays-Bas (Nederlandse Top 40)          | 2                  |
| Pays-Bas (Single Top 100)              | 5                  |
| Royaume-Uni (UK Singles Chart)         | 7                  |
| Suède (Sverigetopplistan)              | 6                  |
| Suisse (Schweizer Hitparade)           | 2                  |

| Classement (1979)                | Position |
| -------------------------------- | -------- |
| Afrique du Sud (Springbok Radio) | 8        |
| Australie (Kent Music Report)    | 8        |
| Belgique (Flandre Ultratop 50)   | 18       |
| Canada (Top 200 Singles)         | 42       |
| États-Unis (Billboard Hot 100)   | 3        |
| États-Unis (Cash Box)            | 1        |
| États-Unis (Hot Soul Singles)    | 5        |
| Italie (FIMI)                    | 12       |
| Pays-Bas (Nederlandse Top 40)    | 20       |
| Pays-Bas (Single Top 100)        | 25       |
| Suisse (Schweizer Hitparade)     | 17       |

| Pays              | Certification | Date             | Ventes    |
| ----------------- | ------------- | ---------------- | --------- |
| Canada (CRIA)     | 2 × Platine   | 1er janvier 1979 | 20 000    |
| États-Unis (RIAA) | Platine       | 7 décembre 1978  | 4 000 000 |
| France (SNEP)     | Or            | 1978             | 700 000   |
| Royaume-Uni (BPI) | Or            | 1er avril 1979   | 400 000   |